# Chessmaster (jeu vidéo, 2002)
Chessmaster est un jeu de simulation d'échecs développé et édité par Ubisoft en 2002 sur Game Boy Advance et PlayStation 2. Le jeu propose 16 niveaux de difficulté permettant d'affronter un très grand nombre d'adversaires différents adaptés à tous les styles de jeu. Le joueur peut bénéficier d'une aide et de conseils. Le mode 2 joueurs permet affronter un adversaire réel au moyen d'un câble.